# Heniochus
Heniochus – rodzaj morskich ryb z rodziny chetonikowatych. Niektóre gatunki spotykane w hodowlach akwariowych.
Występowanie: ciepłe wody oceaniczne

## Klasyfikacja
Gatunki zaliczane do tego rodzaju:

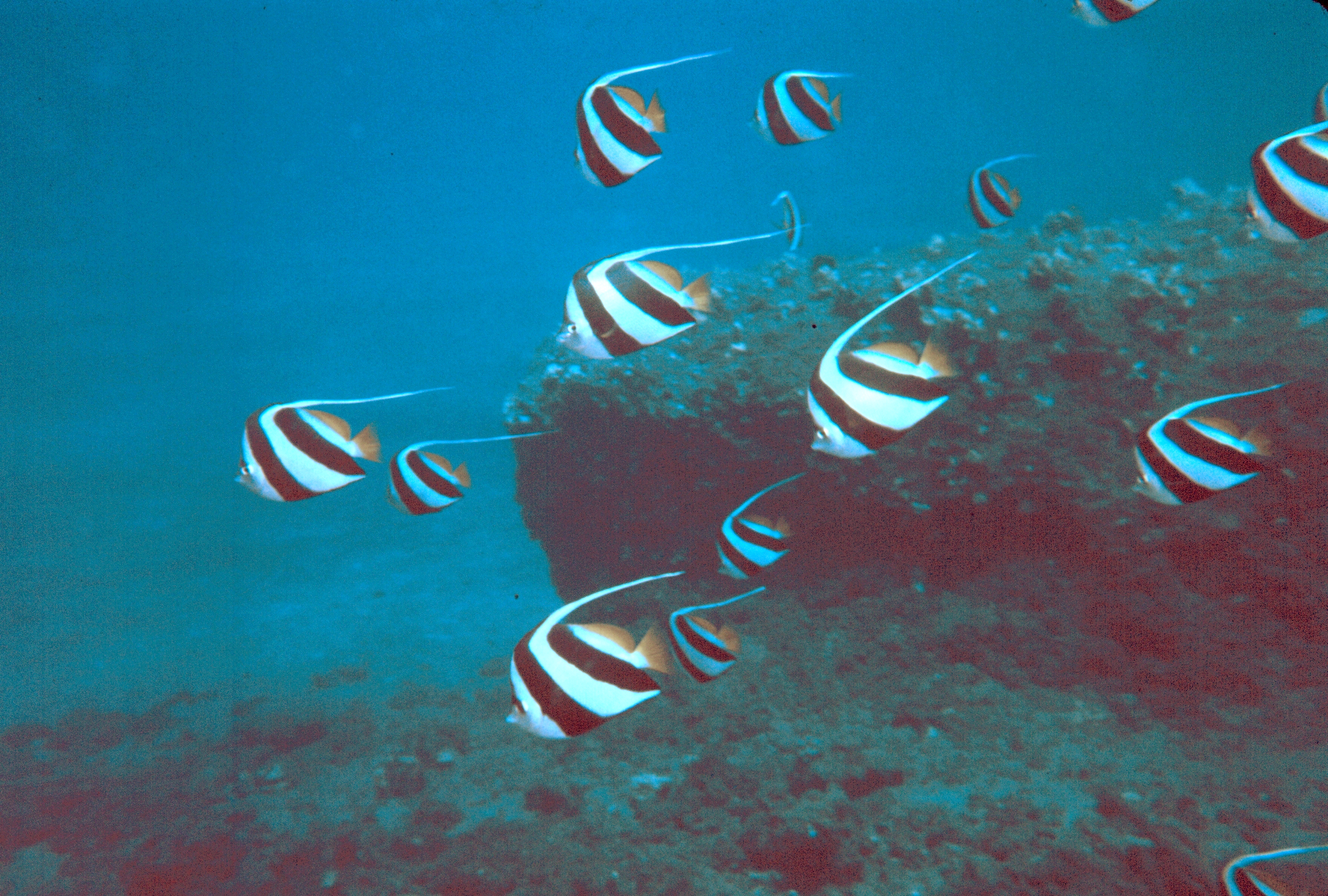
Heniochus acuminatus
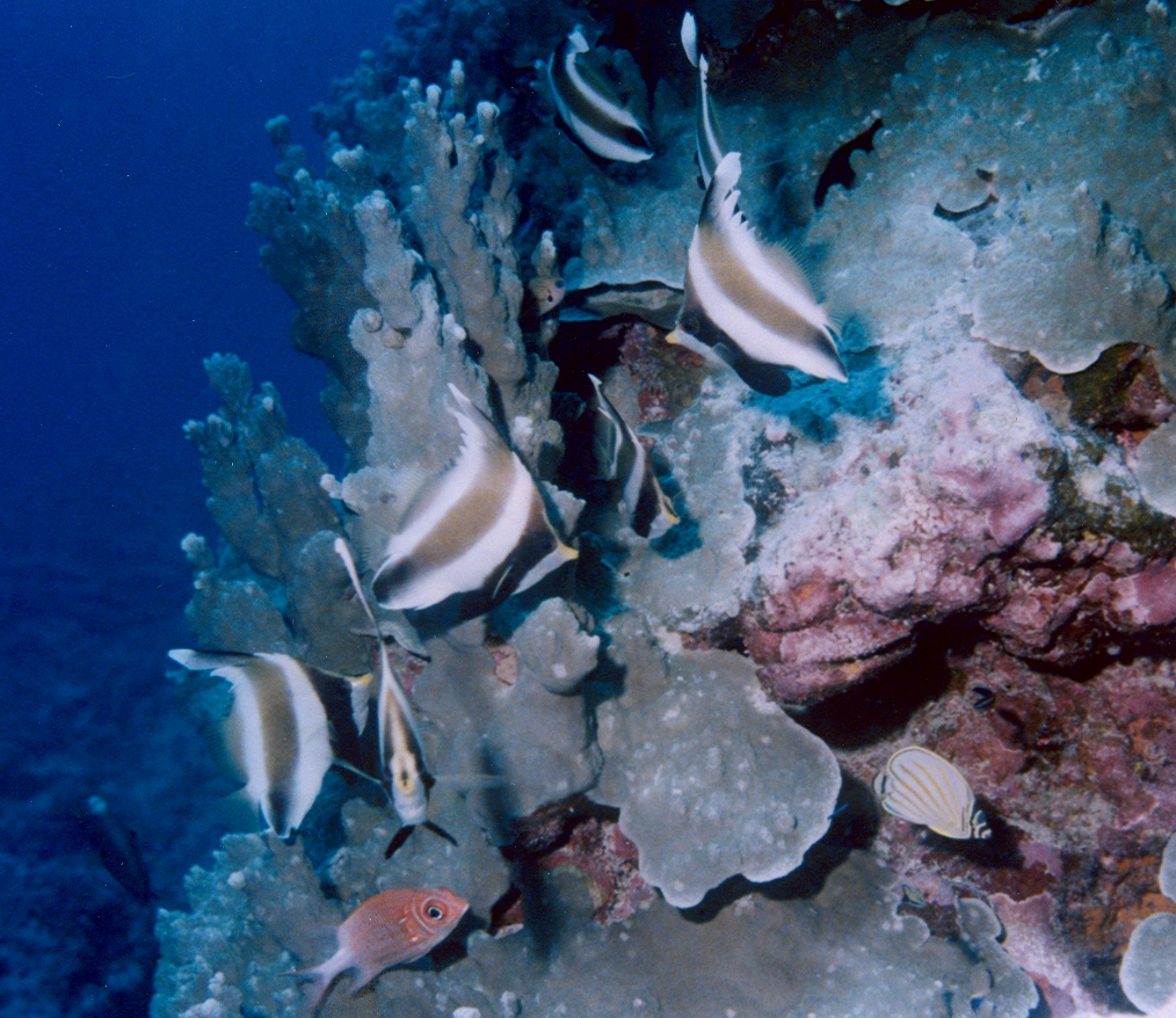
Heniochus chrysostomus
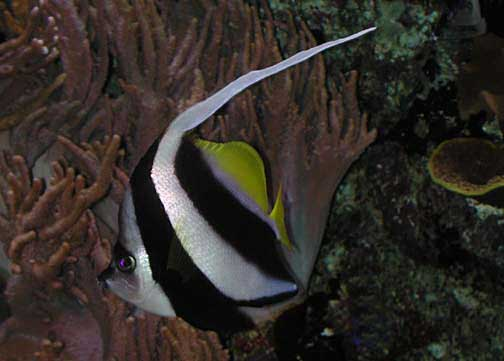
Heniochus diphreutes
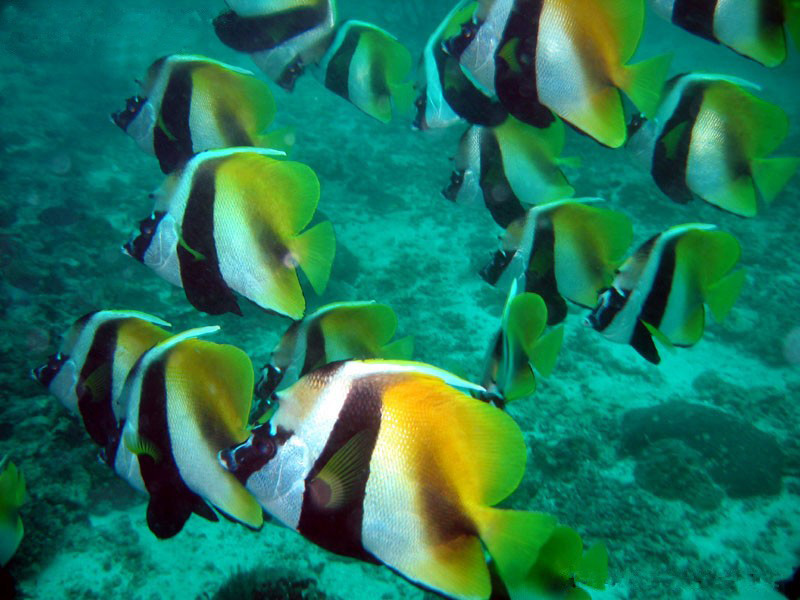
Heniochus intermedius
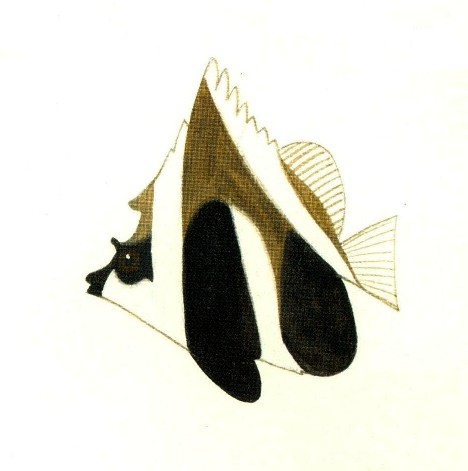
Heniochus monoceros
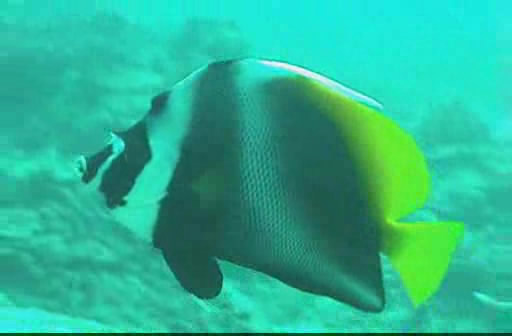
Heniochus pleurotaenia
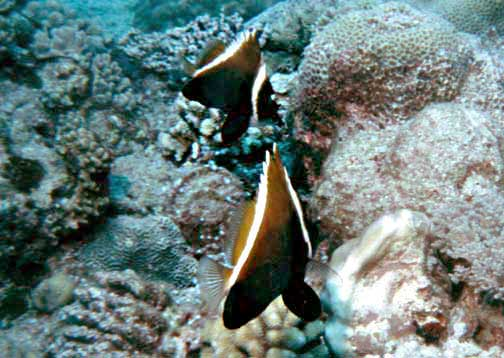
Heniochus singularius
- Heniochus varius

- Heniochus acuminatus
- Heniochus chrysostomus
- Heniochus diphreutes
- Heniochus monoceros
- Heniochus pleurotaenia
- Heniochus singularius
- Heniochus varius